# Házení mincí

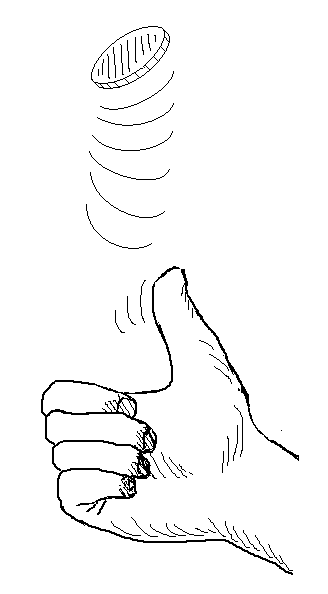
Typickým způsobem házení je položení mince na kraj pokrčeného ukazováku a cvrnknutí palcem do jejího přesahujícího okraje

Házení mincí je oblíbený a starý způsob náhodného losování ze dvou možností, z kterých by mělo být vybíráno se stejnou pravděpodobností.
Realizuje se tak, že každé ze stran mince je přidělena jedna z možností a poté je mince vyhozena do výšky tak, aby se přitom otáčela a bylo lidskými smysly víceméně nemožné odhadnout, jakou ze svých stran dopadne na zem, zda aversem nebo reversem, tedy jaká možnost skončí nahoře a tedy bude vybrána. Někdy je zvykem nechat minci dopadnout až na zem, jindy je zvykem ji chytit ještě ze vzduchu a přeplácnout na hřbet druhé ruky.

## Názvosloví
Název pro házení mincí bývá kulturně podmíněn na základě jejich dobové podoby. Například ve starověkém Římě se házení mincí nazývalo latinsky navia aut caput, doslova „loď, nebo hlava“, na základě toho, že běžné mince měly na jedné straně vyobrazenu hlavu císaře a na druhé loď.
Podobně se v češtině jako tradiční výzva pro výběr strany před házením mincí ustálila fráze „panna, nebo orel?“, protože na československé jednokorunové minci bývala na aversu silueta ženy a na reversu rakousko-uherských mincí býval státní znak Rakouska-Uherska, jehož nejvýraznějším prvkem byl orel (z heraldickeho hlediska jde ovšem o orlici, orel by musel mít dvě hlavy).

## Využití

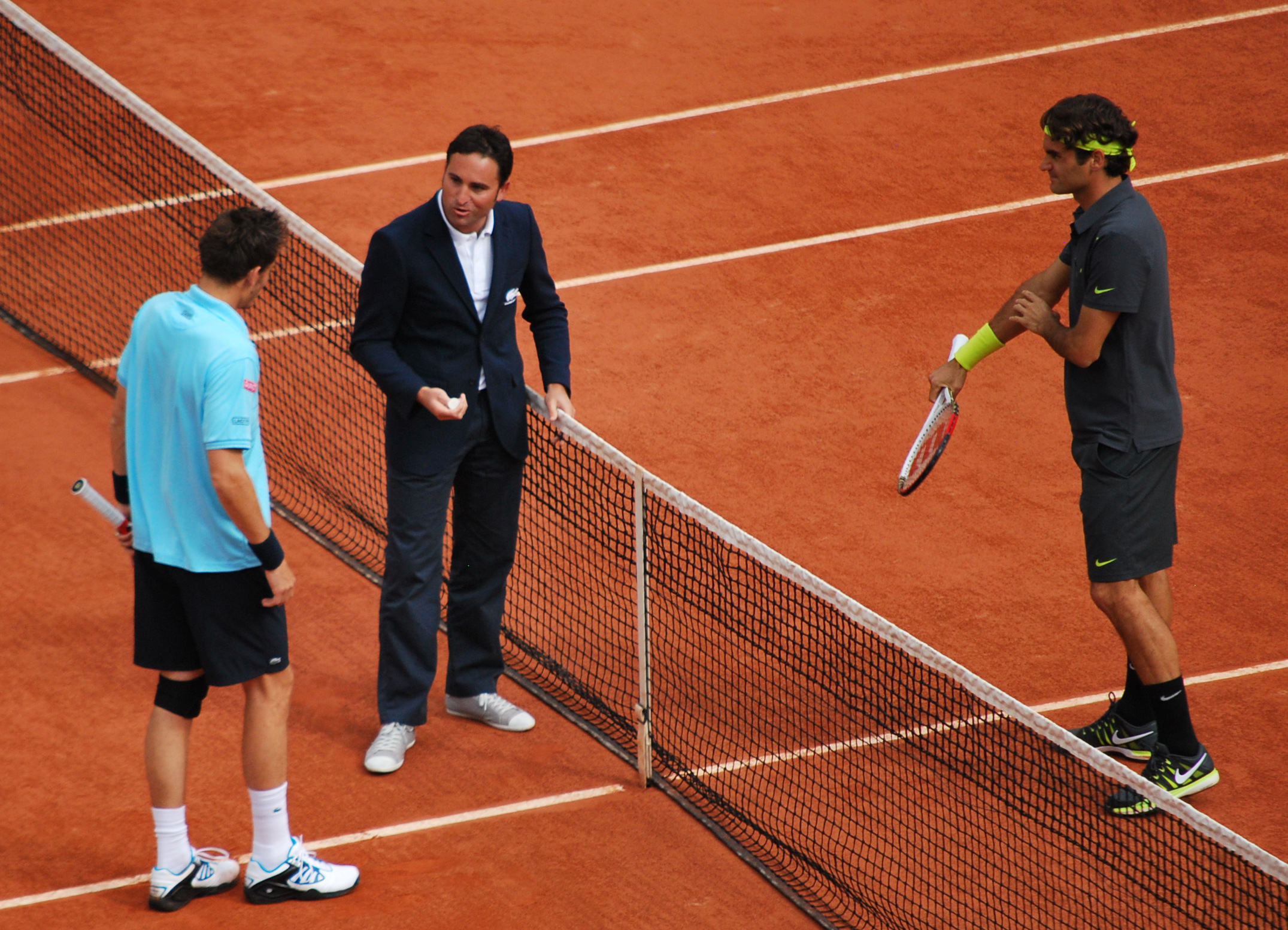
Losování na začátku zápasu 3. kola French Open 2012 mezi Nicolasem Mahutem a Rogerem Federerem

Házení mincí je zavedeným způsobem losování ve sportu, kde slouží typicky k rozhodování, na které straně hřiště začne která strana.